# Danny Stam
Danny Stam (Koog aan de Zaan, 25 de junio de 1972) es un deportista neerlandés que compitió en ciclismo en las modalidades de pista, especialista en la prueba de madison, y ruta. Es hijo del también ciclista Cees Stam.
Ganó tres medallas en el Campeonato Mundial de Ciclismo en Pista entre los años 2004 y 2007, y cuatro medallas en el Campeonato Europeo de Madison entre los años 2002 y 2009.
Participó en dos Juegos Olímpicos de Verano, en la prueba de madison, ocupando el octavo lugar en Sídney 2000 y el 14.º lugar en Atenas 2004.

## Medallero internacional
| Campeonato Mundial | Campeonato Mundial            | Campeonato Mundial | Campeonato Mundial |
| Año                | Lugar                         | Medalla            | Competición        |
| ------------------ | ----------------------------- | ------------------ | ------------------ |
| 2004               | Melbourne ( Australia)        | Medalla de bronce  | Madison            |
| 2005               | Los Ángeles ( Estados Unidos) | Medalla de plata   | Madison            |
| 2007               | Palma de Mallorca ( España)   | Medalla de plata   | Madison            |
| Campeonato Europeo |                               |                    |                    |
| Año                | Lugar                         | Medalla            | Competición        |
| 2002               | Ámsterdam ( Países Bajos)     | Medalla de oro     | Madison            |
| 2003               | Ámsterdam ( Países Bajos)     | Medalla de plata   | Madison            |
| 2006               | Ballerup ( Dinamarca)         | Medalla de plata   | Madison            |
| 2009               | Gante ( Bélgica)              | Medalla de bronce  | Madison            |

1. 1 2 3 4  Campeonato Europeo realizado sólo para la disciplina de madison.

## Palmarés
- 1996
  - Campeón de los Países Bajos en derny
- 2000
  - Campeón de los Países Bajos de Madison (con Robert Slippens)
- 2002
  - Campeón de Europa de Madison (con Robert Slippens)
- 2003
  - 1.º en los Seis días de Ámsterdam (con Robert Slippens)
  - 1.º en los Seis días de Bremen (con Robert Slippens)
- 2004
  - Campeón de los Países Bajos de Madison (con Robert Slippens)
  - 1.º en los Seis días de Ámsterdam (con Robert Slippens)
  - 1.º en los Seis días de Gante (con Robert Slippens)
- 2005
  - 1.º en los Seis días de Róterdam (con Robert Slippens)
- 2006
  - 1.º en los Seis días de Ámsterdam (con Peter Schep)
  - 1.º en los Seis días de Bremen (con Robert Slippens)
  - 1.º en los Seis días de Róterdam (con Robert Slippens)
  - 1.º en los Seis días de Berlín (con Robert Slippens)
  - 1.º en los Seis días de Copenhague (con Robert Slippens)
- 2008
  - 1.º en los Seis días de Ámsterdam (con Robert Slippens)
  - 1.º en los Seis días de Róterdam (con Leif Lampater)
  - 1.º en los Seis días de Zúrich (con Bruno Risi)
  - 1.º en los Seis días de Zuidlaren (con Robert Slippens)
- 2010
  - 1.º en los Seis días de Róterdam (con Iljo Keisse)
- 2011
  - 1.º en los Seis días de Róterdam (con Léon van Bon)

### Resultados a la Copa del Mundo
- 2006-2007
  - 1.º en Moscú, en Madison